# Сборная Израиля по теннису в Кубке Дэвиса
Сборная Израиля в Кубке Дэвиса (ивр. נבחרת גביע דייוויס של ישראל‎) — национальная мужская сборная команда, представляющая Израиль в Кубке Дэвиса — главном мужском международном теннисном турнире на уровне сборных команд. Выступает с 1949 года, лучший результат — выход в полуфинал Мировой группы 2009 года.

## История

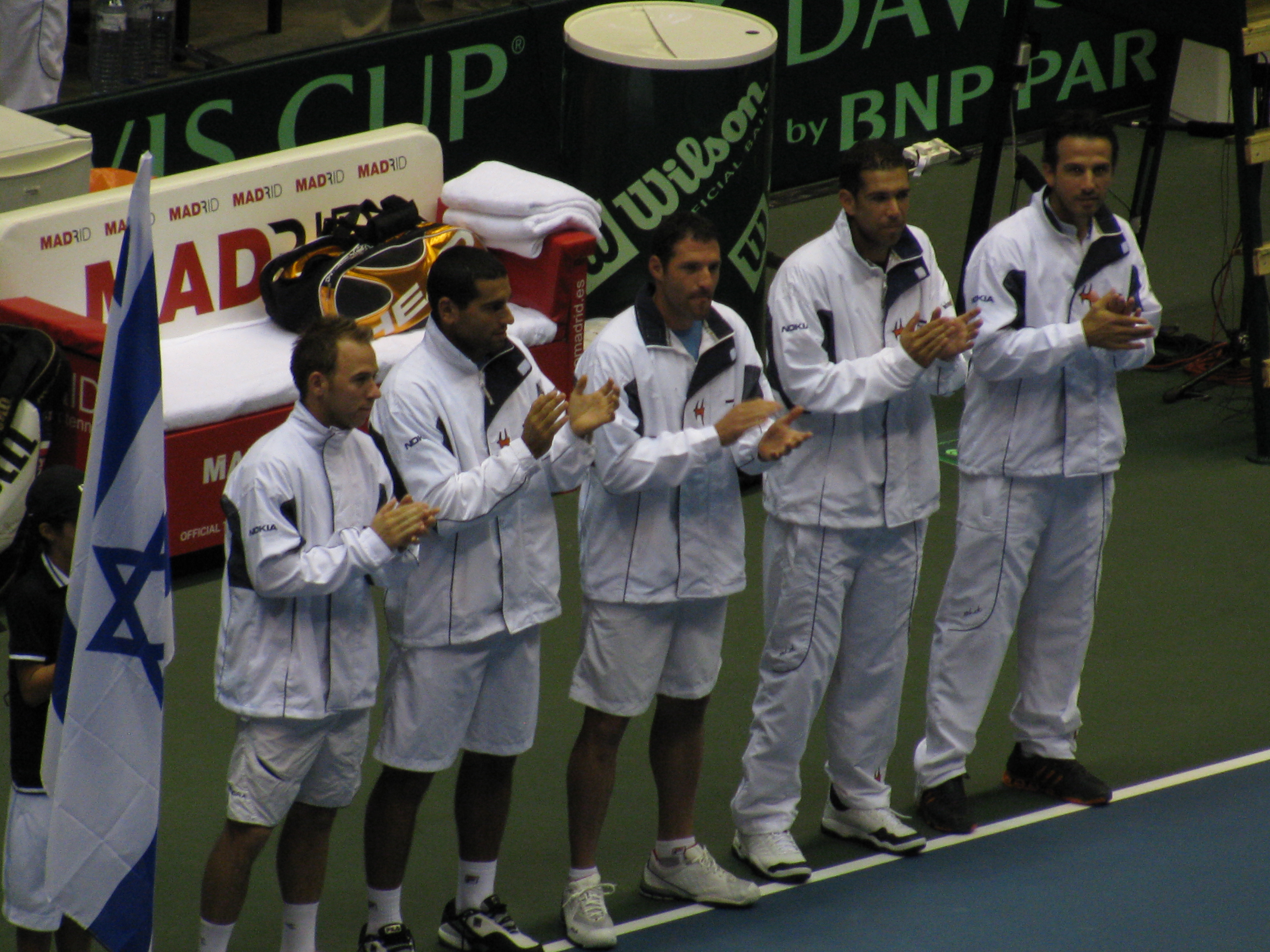
Сборная Израиля после матча с командой России, июль 2009 года

Свой первый матч в Кубке Дэвиса сборная Израиля провела в 1949 году, уже на следующий год после образования государства. Дебют оказался неудачным — израильтяне уступили на выезде команде Дании, за которую к тому моменту выступали Торбен Ульрих и Курт Нильсен, с сухим счётом. Первой победы израильской сборной пришлось ждать больше десяти лет — она была одержана только в апреле 1963 года над командой Турции.
В 1986 году сборная Израиля, победив в финале Европейской группы команду Швейцарии, впервые в своей истории пробилась в Мировую группу и после победы над чехословаками закрепилась там ещё на год. Этих успехов команда достигла благодаря Амосу Мансдорфу и Шломо Гликштейну, выигравшим за эти два матча семь игр из восьми возможных в одиночном разряде. Затем вплоть до 1994 года израильтяне ежегодно участвовали в переходных турнирах Мировой лиги, то вылетая из неё, то вновь возвращаясь. Затем последовал спад, кульминацией которого стал вылет во вторую Европейско-африканскую группу, причём в 2000 году израильской команде пришлось даже бороться за право остаться ещё на год в этом эшелоне — эта задача была решена лишь с трудом, после того, как Лиор Мор выиграл пятую, решающую встречу в выездном матче плей-офф против сборной Болгарии.
Возвращение в 1-ю Европейско-африканскую группу произошло через год, когда израильтяне выиграли все три мача в своём эшелоне, а в 2007 году, усилиями Дуди Селы и Ноама Окуна в одиночном разряде и пары Энди Рам-Йонатан Эрлих, команда Израиля обыграла сборные Италии и Чили и вернулась в Мировую группу. Там израильтяне оставались вплоть до 2010 года, в 2009 году добившись высшего успеха в истории команды — выхода в полуфинал после побед над сборными Швеции и России. Очередное возвращение в Мировую группу обеспечил команде Амир Вайнтрауб, осенью 2012 года выиграв обе одиночные встречи в матче с японцами (третье очко принесли Израилю Рам и Эрлих). Однако уже через год израильская команда вновь покинула высший дивизион Кубка Дэвиса.

## Рекорды и статистика

### Команда
- Первый год участия в турнире — 1949
- Всего сезонов — 69
  - Сезонов в Мировой группе — 13
- Самая длинная серия побед — 4 (3 раза, в том числе в 1986—1987 и 2007—2008 годах с выходом в Мировую группу)
- Самая крупная победа — 5:0 по играм, 15:0 по сетам, 91:18 по геймам ( Израиль —  Турция, 1976)
- Самый длинный матч — 18 часов 46 минут ( Израиль —  Чили 3:2, 2007)
  - Наибольшее количество геймов в матче — 253 ( Швеция —  Израиль 2:3, 2009)
- Самая длинная игра — 5 часов 7 минут ( Дуди Села —  Николас Массу 6-3, 6-4, 6-73, 6-4, 2007)
  - Наибольшее количество геймов в игре — 79 ( А. Виейру/К.-А. Фернандис —  А. Авидан-Вайс/Э. Давидман — 1-6, 4-6, 6-4, 6-2, 23-21, 1957)
- Наибольшее количество геймов в сете — 44 ( А. Виейру/К.-А. Фернандис —  А. Авидан-Вайс/Э. Давидман — 1-6, 4-6, 6-4, 6-2, 23-21, 1957)

### Игроки
- Наибольшее количество сезонов в сборной — 20 (Йонатан Эрлих)
- Наибольшее количество матчей — 39 (Йонатан Эрлих)
- Наибольшее количество игр — 66 (Шломо Гликштейн, 44—22)
- Наибольшее количество побед — 44 (Шломо Гликштейн, 44—22)
  - В одиночном разряде — 31 (Шломо Гликштейн, 31—13)
  - В парном разряде — 27 (Йонатан Эрлих, 27—12)
  - В составе одной пары — 19 (Энди Рам/Йонатан Эрлих, 19—5)
- Самый молодой игрок — 16 лет 170 дней (Меир Вертхаймер, 21 апреля 1972)
- Самый возрастной игрок — 45 лет 164 дня (Йонатан Эрлих, 16 сентября 2022)

## Состав в сезоне 2023 года
- Эдан Лешем
- Ишай Олиэль
- Даниэль Цукирман

Капитан — Йонатан Эрлих

## Недавние результаты
| Уровень                         | Даты                | Место проведения   | Покрытие | Состав                           | Соперники                                                   | Счёт |
| ------------------------------- | ------------------- | ------------------ | -------- | -------------------------------- | ----------------------------------------------------------- | ---- |
| I Мировая группа 2023           | 16—17 сентября 2023 | Тель-Авив, Израиль | Хард(i)  | Э. Лешем, И. Олиэль, Д. Цукирман | Япония Б. Маклахлан, С. Мотидзуки, С. Симабукуро, К. Уэсуги | 3:2  |
| I Мировая группа 2023, плей-офф | 4—5 февраля 2023    | Рига, Латвия       | Хард(i)  | Э. Лешем, И. Олиэль, Д. Цукирман | Латвия Э. Гулбис, К. Озолиньш, Р. Стромбахс                 | 3:2  |